# The Australian Pink Floyd Show
The Australian Pink Floyd Show, spesso chiamata Australian Pink Floyd, è una tribute band australiana formata con lo scopo di ricreare nei dettagli suoni e atmosfere che hanno caratterizzato i concerti dei Pink Floyd.

## Storia
Il gruppo nacque nel 1988 ad Adelaide ed esordì suonando in locali della zona. Il loro successo dipendeva dal fatto che l’Australia, per la sua collocazione geografica e per l’ampiezza del territorio, era raramente meta dei tour in cui si esibivano gruppi provenienti dall’emisfero settentrionale. La prima formazione si costituì su iniziativa del chitarrista Lee Smith – già affiancato dal batterista Grant Ross e dal bassista Trevor Turton – che tramite un annuncio richiese un tastierista e un vocalist per ampliare il gruppo così da poter imitare da vicino i Pink Floyd. Al messaggio risposero Steve Mac e Jason Sawford e il gruppo, assunto il nome di Think Floyd, cominciò a esercitarsi ascoltando con attenzione la produzione dei Pink Floyd e riproducendone le sonorità; la risposta del pubblico fu favorevole e così il quintetto iniziò le tournée australiane. La loro popolarità crebbe talmente da vedere gli Australian Pink Floyd Show – come si erano rinominati – protagonisti di uno spettacolo al Wembley Stadium Conference Centre nell’agosto del 1993, in occasione della prima assemblea internazionale dei fans dei Pink Floyd. La loro notorietà si espandeva nel Regno Unito e nel continente europeo, nonostante qualche rimaneggiamento nella formazione. Il gruppo australiano nel 1994 ebbe perfino l’onore di suonare di fronte a David Gilmour e successivamente alla presenza degli stessi Pink Floyd alcuni dei quali, in un finale trascinante, si unirono ad elementi della tribute band nell’esecuzione di celebri motivi floydiani.
Ormai stabilitisi in Gran Bretagna, superarono in notorietà altri musicisti affermati, e negli anni a seguire furono sul palco di molti teatri e in festival rock. Nel 2003, dopo alcuni cambiamenti nell’organico, a trent’anni dalla pubblicazione replicarono The Dark Side of the Moon ingaggiando dei coristi e un sassofonista e andando in tournée in Nord America e in Europa; due anni dopo fu la volta di Wish You Were Here con tour in Sud America, poi toccò ad Animals, registrato dal vivo nello stesso anno. Mentre i tour si susseguivano, gli Australian Pink Floyd hanno perfezionato le capacità musicali riproduttive e affinato le soluzioni tecniche via via più complesse, così da esibirsi in spazi sempre più larghi come la Wembley Arena e la O2 Arena a Londra. Nel 2011 il gruppo si è rinforzato con l’ingresso di David Domminney Fowler, Alex McNamara e le coriste Emily Lynn, Lara Smile e Lorelei McBroom. Negli anni a venire si sono avvicendate le tournée; nel 2014 la formazione è stata protagonista di concerti anche in Russia.